# 盧克揚齊
50°14′42″N 36°30′15″E / 50.24500°N 36.50417°E
盧克揚齊（羅馬化：Lukiantsi）是位於烏克蘭東部的村莊，由哈爾科夫州哈爾科夫區的利普齊市鎮負責管轄。該村始建於1862年，面積0.61平方公里，海拔高度131米，2001年人口1,242，人口密度每平方公里2,036.1人。
2022年，在俄罗斯入侵乌克兰期間，该村庄被俄罗斯占领。2022年哈尔科夫反攻期間，當地被烏克蘭收復。2024年5月13日，當地再次遭到俄罗斯军队攻击
。